# مصممة الزفاف (فلم)
مصممة الزفاف (بالإنجليزية: The Wedding Planner) فيلم كوميدي رومانسي أمريكي تم إصداره عام 2001 من إخراج آدم شانكمان و تأليف مايكل إليس وباميلا فالك ، بطولة جينيفر لوبيز ، ماثيو ماكونهي.

## ملخص قصة
تعمل ماري فيوري مخططة لحفلات الزفاف. لكن عندما تقع ماري بحب الطبيب الوسيم، تنقلب حياتها المشغولة رأسًا على عقب حين تكتشف أنه العريس في أكبر حفل زفاف في مسيرتها كمخططة حفلات زفاف.

## روابط خارجية
مصممة الزفاف على موقع IMDb (الإنجليزية)
- مصممة الزفاف على موقع ميتاكريتيك (الإنجليزية)
- مصممة الزفاف على موقع الموسوعة البريطانية (الإنجليزية)
- مصممة الزفاف على موقع روتن توميتوز (الإنجليزية)
- مصممة الزفاف على موقع نتفليكس (الإنجليزية)
- مصممة الزفاف على موقع قاعدة بيانات الأفلام العربية
- مصممة الزفاف على موقع ألو سيني (الفرنسية)
- مصممة الزفاف على موقع Turner Classic Movies (الإنجليزية)
- مصممة الزفاف على موقع أول موفي (الإنجليزية)
- مصممة الزفاف على موقع بوكس أوفيس موجو (الإنجليزية)